# ゆびきり (★ジョージ★の曲)
「ゆびきり」は、2007年3月7日にポニーキャニオンから発売された、★ジョージ★のメジャーデビューシングルである。

## 概要
メジャー後、最初で最後のシングルとなった。
表題曲は、は、フジテレビ系『めざましどようび』の2007年1月 - 3月のテーマソングで、めざうたコンペ・FINALの優勝曲である。

## 歌詞について
- めざましコンペ出場時の音源と、このCD音源は微妙に変わっている。これはCD音源化に伴い編曲が加えられているためで、めざましコンペ時には「イントロがない。」、「曲がギターのみで終わる」、「演奏が歌声とギターのみ」に対してこのCD音源は「イントロがある」「曲が終わる時にテンポがスローになる」「演奏が歌声・ギターに加え他の楽器が加わっている」点などが変更されている。

## 収録曲
1. ゆびきり（歌・★ジョージ★）
作詞・作曲：尾山翔／編曲：高橋圭一+★ジョージ★
2. 絶え間ない愛と終わらない歌（歌・小早川彩）
作詞：小早川彩／作曲：尾山翔／編曲：高橋圭一+★ジョージ★
3. ゆびきり-karaoke-
4. 絶え間ない愛と終わらない歌-karaoke-

## 特典
広島のCDショップでは★ジョージ★のステッカーやサインがついてくるところがあった。

## ジャケット
★ジョージ★の在籍校である広島県立広島観音高等学校の全面協力により、トップジャケットは観音高校の廊下で撮影されている。CDの中にある写真もほとんどが観音高校での撮影である。

## プロモーションビデオ
ジャケット同様、プロモーションビデオも観音高校で撮影されている。